# Johannes Althusius
Johannes Althusius vagy német nevén Johannes Althaus (Diedenshausen, 1557 – Emden, 1638. augusztus 12.) német állam- és jogtudós, kálvinista teológus. Nevéhez és munkásságához kötődik a korszerű federalizmus gondolata és a népszuverenitás eszméjének korai változata.

## Életútja
Filozófiai és teológiai tanulmányokat végzett Svájcban, ezt követően a nassaui herborni iskolában (németül: ''Hohe Schule Herborn, latinul: Academia Nassauensis) kapott katedrát. 1604-ben a németalföldi Emden városának polgármestere lett.

## Munkássága
Jogtudósi munkásságának középpontjában a római törvénykezés kérdései álltak, ennél jelentősebbek voltak azonban államtudományi, államfilozófiai munkái. A héber Biblia filológiai elemzése és a kálvinista tanok alapján kifejlesztette saját politikai elméletét. A pluralizmust hirdette, és rámutatott, hogy minden társadalmi csoport aszerint ítélendő meg, hogy mennyire képes tagjainak boldogulását, előrejutását segíteni. Úgy vélte, hogy az állam alapja az egyesülési és uralmi szerződés, az emberek együttélésre való törekvése és közös akarata (consociatio), akik egyúttal az oszthatatlan uralom kizárólagos birtokosai is (népszuverenitás elve). Az uralkodó csak a nép akaratából irányíthatja az államot, de amennyiben az egyesülési szerződést megszegi, az uralmi szerződés is semmissé válik, és a népet megilleti az ellenállás joga.

## Művei
- Jurisprudentiae Romane libri duo, 1586
- Politica methodice digesta atque exemplis sacris et profanis illustrata, 1603